# Greatest (Duran Duran-album)
A Greatest válogatásalbum a Duran Duran történetének legjobb számaiból, ami 1998-ban jelent meg.

## Háttér és kiadás
A Greatest az 1989-es Decade: Greatest Hits című album egy frissített változata volt. Az albumra kerültek fel számok a Medazzalandről és szerepelt rajta az összes szám a Decade: Greatest Hitsről, plusz a New Moon on Monday és még négy kislemez az 1990-es évekből, azonban a Save a Prayernek és a Rionak is a rövidebb, amerikai változata szerepelt az albumon (míg a Decade-en a teljes verziójuk volt megtalálható).
Az albumot az EMI adta ki, azok után, hogy 1997-ben szétváltak útjaik a Medazzaland után.
2008-ig az albumból több, mint 1.3 millió példány kelt el az Egyesült Államokban.
Eddig ez az együttes legsikeresebb kiadása, de a mai napig egyetlen album se jelent meg, ami a Duran Duran összes kislemezét tartalmazta volna.

## Számlista
| 1.    | Is There Something I Should Know?           | (1983)                            | 4:10 |
| 2.    | The Reflex                                  | Seven and the Ragged Tiger (1983) | 4:24 |
| 3.    | A View to a Kill                            | A View to a Kill (1985)           | 3:34 |
| 4.    | Ordinary World                              | The Wedding Album (1993)          | 4:42 |
| 5.    | Save a Prayer (Single Version)              | Rio (1982)                        | 3:47 |
| 6.    | Rio (US Edit)                               | Rio (1982)                        | 4:45 |
| 7.    | Hungry Like the Wolf                        | Rio (1982)                        | 3:25 |
| 8.    | Girls On Film                               | Duran Duran (1981)                | 3:27 |
| 9.    | Planet Earth (Single Version)               | Duran Duran (1981)                | 3:57 |
| 10.   | Union of the Snake                          | Seven and the Ragged Tiger (1983) | 4:22 |
| 11.   | New Moon on Monday                          | Seven and the Ragged Tiger (1983) | 4:16 |
| 12.   | The Wild Boys                               | Arena (1984)                      | 4:17 |
| 13.   | Notorious                                   | Notorious (1986)                  | 4:00 |
| 14.   | I Don’t Want Your Love (Shep Pettibone Mix) | Big Thing (1988)                  | 3:48 |
| 15.   | All She Wants Is (Single Mix)               | Big Thing (1988)                  | 4:26 |
| 16.   | Electric Barbarella (Radio Edit)            | Medazzaland (1997)                | 4:17 |
| 17.   | Serious (Single Mix)                        | Liberty (1990)                    | 3:56 |
| 18.   | Skin Trade (Radio Cut)                      | Notorious (1986)                  | 4:26 |
| 19.   | Come Undone (Edit)                          | The Wedding Album (1993)          | 4:15 |
| 78:14 |                                             |                                   |      |

## VHS kiadás
1999-ben a Greatest után kiadtak egy videóklip összeállítást, a Duran Duran legsikeresebb klipjeivel. DVD-n nem adták ki, 2004-ben platina lemezt kapott a RIAA-tól.

### A videó-album számlistája
1. Planet Earth
2. Girls on Film (Cenzúrázatlan)
3. The Chauffeur (Cenzúrázatlan)
4. Hungry Like the Wolf
5. Save a Prayer
6. Rio
7. Is There Something I Should Know?
8. Union of the Snake
9. New Moon on Monday
10. The Reflex
11. The Wild Boys (hosszabb verzió)
12. A View to a Kill
13. Notorious
14. Skin Trade
15. I Don't Want Your Love
16. All She Wants Is
17. Serious
18. Burning the Ground
19. Ordinary World
20. Come Undone
21. Electric Barbarella
22. My Own Way
23. The Wedding Album EPK

## DVD kiadás
2003 novemberében a Greatest végül megjelent DVD formátumban is Duran Duran: Greatest — The DVD címmel. Kiegészítve interjúkkal, alternatív klipverziókkal.

### DVD Easter eggek

#### Első DVD
A) Girls on Film (6:26 – hosszú, cenzúrázatlan verzió, alternatív befejezéssel):
- A hosszú cenzúrázatlan verzió után található meg

B) Union of the Snake (4:19 – Dancing on the Valentine verzió):
- Menj a Union of the Snakere a menüben, nyomd meg a balra-nyilat, majd nyomd meg a play/enter gombot.

C) New Moon on Monday (4 alternatív verzió):
- Miután megtekintetted az eredeti verziót, térj vissza a menübe és válaszd ki megint a számot, hogy minden megtekintéssel egy másik verzió jelenjen meg.

1. Dancing on the Valentine version, képekkel a Holdról – 5:30
2. Alternatív verzió 1, bevezető dialógussal; nem az a verzió, amit az MTV is adott (azt hivatalosan sose adták ki)– 5:00
3. Alternatív verzió 2 – 5:01
4. rövid verzió, bevezető nélkül – 3:43
5. Film verzió, hosszabb dialógussal – 17:37

D) The Wild Boys (4:10 – Hosszú Arena verzió):
- A 7" Edit verzió megtekintése után található meg

La Galerie De Duran
A menüből lépj be a Galerie részbe, az A betű kiválasztásával a GREATEST szóban.
a) Planet Earth (4:05 – Club verzió):
- Válaszd ki a Duran Duran album shot-ot, majd a Planet Earth (2nd) single shot-ot. Menj a Girls on Film shot-ra, majd nyomd meg a balra-nyíl gombot.

b) A Day in the Life featurette 2:26:
- Válaszd ki a Rio album shot-ot, menj a My Own Way single shot-ra, majd nyomd meg a jobbra-nyíl gombot, végül indítsd el a play/enter gombbal.

c) Girls on Film (3:24 – Cenzúrázott/MTV verzió):
- Válaszd ki a Duran Duran album shot-ot, majd a Girls on Film single shot-ot, menj a "Play" szóra, alul és nyomd meg a play/enter gombot.

d) Midsummer Night's Tube Feature (4:31 – Nick és Simon beszél a Seven and the Ragged Tiger felvételeiről):
- Válaszd ki a Seven album shot-ot, menj a "next" szóra, majd nyomd meg a felfele-nyíl gombot. Nyomd meg a play/enter gombot.

e) Wild Boys Interjú (8:53 – Paul Gambaccini beszélget Rogerrel, Andyvel és Simonnal):
f) View to a Kill Interjú (1:52 – Paul Gambaccini beszélget Johnnal és Andyvel):

#### Második DVD
a) Liberty album Electronic Press Kit (EPK):
b) Serious (Multi-angle verzió):
c) The Wedding Album TV Reklámja
d) Come Undone (Cenzúrázott/MTV verzió)

### Az összes rejtett szám

#### Első DVD
- 01 Planet Earth (3:59).
- 03 Girls on Film (6:25). Cenzúrázatlan
- 04 Girls on Film (6:25). Cenzúrázatlan, alternatív befejezéssel, ahol az együttes tagjai egy transzparenst tartanak fel "Sokan bármit megtennének, hogy magasak legyenek az eladási számaik" felirattal.
- 05 The Chauffeur (5:00)
- 06 Hungry Like the Wolf (3:41).
- 07 Save a Prayer (6:05).
- 09 Rio (5:03).
- 10 Is There Something I Should Know? (4:35).
- 11 Union of the Snake (4:20). Standard verzió.
- 12 Union of the Snake (4:20). Dancing on the Valentine EP verzió.
- 13 New Moon on Monday (5:30). Dancing on the Valentine EP verzió, hosszú bevezetővel.
- 15 New Moon on Monday (5:01). Alternatív verzió 1, rövid bevezetővel.
- 16 New Moon on Monday (5:01). Alternatív verzió 2, rövid bevezetővel
- 17 New Moon on Monday (3:49). Alternatív verzió 3, bevezető nélküli, rövid verzió.
- 18 New Moon on Monday (17:42). 17 perces film verzió.
- 19 The Reflex (4:30).
- 20 The Wild Boys (4:15). Standard (7") verzió.
- 21 A View to a Kill (4:07).
- 22 The Wild Boys (7:43). Long Arena verzió
- 23 Girls on Film (3:29). Rövid vagy MTV "nappali verzió"
- 25 Planet Earth (4:05). Rum Runner club verzió.
- 29 A Day in the Life featurette (2:27)
- 36 Interjú John és Andy Taylorral a A View to a Killről (1:52)
- 37 Interjú Nick Rhodes-dzal és Simon Le Bonnal a Seven and the Ragged Tigerről (4:31)
- 38 Interjú Simon Le Bonnal és Roger Taylorral a The Wild Boysról (8:54)

#### Második DVD
- 01 Notorious (3:58).
- 03 Skin Trade (4:23).
- 04 I Don't Want Your Love (3:57).
- 05 All She Wants Is (4:28).
- 07 Serious (4:00). Verzió 1.
- 08 Burning the Ground (3:59).
- 09 Ordinary World (4:40).
- 11 Come Undone (4:21). Cenzúrázatlan verzió.
- 12 Electric Barbarella (4:51).
- 18 Electronic Press Kit a Liberty albumra (15:25).
- 20 Serious (3:58). Multi-angle verzió,
- 23 Come Undone (4:21). Cenzúrázott/MTV verzió. A cenzúrázatlan és a cenzúrázott között nehezen megtalálhatóak a különbségek
- 24 TV reklám a The Wedding Albumhoz (0:21).

## Slágerlisták
| Slágerlisták (1998)         | Legmagasabb pozíció |
| --------------------------- | ------------------- |
| Belgium (Ultratop Flandria) | 19                  |
| Belgium (Ultratop Vallónia) | 35                  |
| Kanada (RPM)                | 74                  |

| Slágerlisták (1999)                           | Legmagasabb pozíció |
| --------------------------------------------- | ------------------- |
| Ausztria (Ö3 Austria Top 40)                  | 30                  |
| Hollandia (Dutch Charts Album Top 100)        | 24                  |
| Finnország (Musiikkituottajat Albumit Top 50) | 13                  |
| Norvégia (VG-lista Album Top 40)              | 13                  |
| USA Billboard 200                             | 170                 |

| Slágerlisták (2000)                          | Legmagasabb pozíció |
| -------------------------------------------- | ------------------- |
| Svédország (Sverigetopplistan Top 60 Albums) | 38                  |

| Slágerlisták (2003)                         | Legmagasabb pozíció |
| ------------------------------------------- | ------------------- |
| Új-Zéland (Recorded Music NZ Top 40 Albums) | 12                  |

| Slágerlisták (2004)                  | Legmagasabb pozíció |
| ------------------------------------ | ------------------- |
| Egyesült Királyság (UK Albums Chart) | 4                   |

| Slágerlisták (2024)                                 | Legmagasabb pozíció |
| --------------------------------------------------- | ------------------- |
| Horvátország (HDU)                                  | 15                  |
| Németország (Offizielle Top 100)                    | 51                  |
| Magyarország (MAHASZ Top 40 albumlista)             | 9                   |
| Magyarország (MAHASZ Top 40 albumlista – Fizikális) | 1                   |
| Svájc (Schweizer Hitparade Top 100 Albums)          | 96                  |

## Minősítések
| Régió/Ország             | Díj             | Eladott példányszám |
| ------------------------ | --------------- | ------------------- |
| Argentína (CAPIF)        | Platinalemez    | 60,000              |
| Ausztrália (ARIA)        | Aranylemez      | 35,000              |
| Belgium (BEA)            | 2x Platinalemez | 100,000             |
| Kanada (Music Canada)    | Aranylemez      | 50,000              |
| Új-Zéland (RMNZ)         | Platinalemez    | 15,000              |
| Egyesült Királyság (BPI) | 3x Platinalemez | 900,00              |
| Egyesült Államok (RIAA)  | Platinalemez    | 1,000,000           |
| Összesítés               |                 |                     |
| Európa                   | Platinalemez    | 1,000,000           |

## Kiadások
A Discogs adatai alapján.
| Régió              | Év   | Formátum    | Kiadó             |
| ------------------ | ---- | ----------- | ----------------- |
| Világszerte        | 1998 | CD, VHS     | EMI               |
| Világszerte        | 1998 | CD          | EMI               |
| Egyesült Államok   | 1998 | CD          | Capitol Records   |
| Mexikó             | 2000 | CD          | EMI               |
| Világszerte        | 2003 | DVD         | EMI               |
| Japán              | 2003 | CD, RE      | EMI               |
| Japán              | 2004 | CD, RE      | EMI               |
| Egyesült Államok   | 2005 | CD, DVD     | Capitol Records   |
| Világszerte        | 2005 | CD, DVD     | EMI               |
| Japán              | 2006 | CD, RE      | EMI               |
| Ukrajna            | 2007 | CD, RE      | EMI               |
| Egyesült Királyság | 2008 | CD, DVD, RE | EMI               |
| Brazília           | 2009 | CD, DVD, RE | EMI               |
| Európa, Mexikó     | 2010 | DVD         | EMI               |
| Oroszország        | 2010 | DVD         | Inter Video       |
| Japán              | 2014 | CD, RE      | Warner/Parlophone |
| Oroszország        | 2014 | CD, RE      | Parlophone        |
| Ausztrália         | 2015 | CD, RE      | Parlophone        |
| Brazília           | 2016 | CD, RE      | Warner/Parlophone |
| Európa, Japán      | 2018 | CD, DVD, RE | Parlophone        |

## Fordítás
Ez a szócikk részben vagy egészben  a   Greatest (Duran Duran album) című angol Wikipédia-szócikk ezen változatának fordításán alapul.  Az eredeti cikk szerkesztőit annak laptörténete sorolja fel. Ez a jelzés csupán a megfogalmazás eredetét és a szerzői jogokat jelzi, nem szolgál a cikkben szereplő információk forrásmegjelöléseként.